# Друштво математичара Србије
Друштво математичара Србије је еснафско удружење које се бави популаризацијом математике у Србији кроз организовање многобројних такмичења ученика, семинара за наставнике и кроз издавање публикација (часописа, уџбеника...) намењеним додатној настави математике и надареним ученицима.
Друштво је настало 1981. године раздвајањем Друштва математичара, физичара и астронома Србије на јединствена друштва.

## Историјат
Друштво математичара и физичара Србије је основано 1. марта 1948. године. Његов први председник је био Тадија Пејовић (1948—1952). Касније, друштво је променило назив у Друштво математичара, физичара и астронома Србије. Године 1981, друштво је подељено на три дела: Друштво математичара Србије, Друштво физичара Србије и Друштво астронома Србије.

## Организација такмичења
Друштво математичара Србије је, у сарадњи са Министарством просвете Србије, организатор такмичења из
- математике (укључујући такмичење Кенгур без граница) и
- информатике.

## Публикације

### Уџбеници
За припрему ученика за средњошколска такмичења, Друштво математичара Србије издаје серију уџбеника Материјали за младе математичаре. Објављује се почев од 1964. године и до сада је објављено 49 књига.

### Часописи
Друштво математичара Србије издаје следеће часописе:
- Математички лист (часопис намењен ученицима основне школе) и
- Тангента (часопис намењен ученицима средње школе).

## Подружнице
Друштво математичара Србије има своје подружнице у већем броју градова у Србији.